# Prospettive di un delitto
Prospettive di un delitto (Vantage Point) è un film del 2008 diretto da Pete Travis.

## Trama
A Salamanca, in Spagna, è in corso un summit sulla guerra al terrorismo a cui è prevista la partecipazione del Presidente degli Stati Uniti d'America Ashton. Scortato dagli agenti segreti Thomas Barnes e Kent Taylor, poco prima di iniziare il suo discorso, nella piazza gremita di gente, il presidente viene colpito da un colpo di fucile: è il caos; ma subito dopo un'esplosione miete molte vittime tra la folla in preda al panico.
Da questo momento in poi il film torna indietro, per ripercorrere gli avvenimenti da diversi punti di vista , attraverso gli occhi di Thomas Barnes, di un poliziotto sotto copertura, di un turista videoamatore, del Presidente stesso, nonché degli attentatori. Otto punti di vista per mettere assieme i pezzi di un complicato puzzle, dove la verità è una sola, unica e sconvolgente: l’uomo assassinato in realtà era solo un sosia del presidente, modalità usata per non farlo uccidere dopo l’aggressione a Ronald Reagan.

## Cast e personaggi
- Dennis Quaid: Thomas Barnes - veterano membro dei servizi segreti, addetto alla sicurezza durante il summit. Un anno prima, nel corso di un precedente attentato, era stato disposto ad immolarsi per salvare la vita del Presidente.
- Matthew Fox: Kent Taylor - agente segreto alla sua prima missione, coinvolto con i terroristi.
- Forest Whitaker: Howard Lewis - turista statunitense in vacanza in Spagna, in crisi con la moglie.
- William Hurt: Presidente Ashton e il suo sosia.
- Édgar Ramírez: Javier - soldato delle forze speciali coinvolto con i terroristi che tengono in ostaggio il fratello.
- Eduardo Noriega: Enrique - poliziotto sotto copertura ingannato da Veronica e Suarez.
- Sigourney Weaver: Rex Brooks - produttrice del Global News Network, che coordina la copertura televisiva durante il summit.
- Saïd Taghmaoui: Suarez - terrorista, principale organizzatore dell'attentato al Presidente.
- Zoe Saldana: Angie Jones - reporter del Global News Network.
- Ayelet Zurer: Veronica - terrorista camuffata da paramedico.
- Richard T. Jones: Holden - agente segreto addetto alla sicurezza del Presidente.
- James LeGros: Ted Heinkin - membro del team del Presidente.

## Distribuzione
Il film, distribuito dalla Columbia Pictures, è uscito negli Stati Uniti il 22 febbraio 2008, mentre in Italia il 29 febbraio dello stesso anno.

## Edizioni home video
In Italia il film è stato distribuito in DVD con il titolo Vantage Point - Prospettive di un delitto.

## Curiosità
- Le riprese aeree sono state girate a Salamanca, mentre la Plaza Mayor è stata ricostruita a Città del Messico, dove è stata realizzata gran parte del film.[1]
- Anche se allestito in chiave moderna, il film ha molti punti di contatto con il film di Akira Kurosawa, Rashōmon.
- Il titolo italiano del film, inizialmente doveva essere Vantage Point - Otto punti di vista, una sola verità.[2]
- Legato al lancio del film, in Italia è stato indetto un concorso enigmistico con in palio una telecamera.